# Crosby, Stills, Nash & Young
Crosby, Stills, Nash and Young foi um supergrupo de folk rock surgido em 1968, os membros do grupo eram oriundos de outras bandas. A princípio a banda surgiu como um trio formado por David Crosby, Stephen Stills e Graham Nash. Com esta formação, lançaram o primeiro álbum. Mas em 1969, o grupo desejou ter um quarto integrante e a primeira escolha, John Sebastian do Loving Spoonful, recusou o convite. Neil Young foi escolhido para ocupar o lugar antes oferecido a Sebastian. Com o quarteto formado, participaram do Festival de Woodstock e gravaram 3 álbuns de estúdio: Deja Vu, de 1970, American Dream, de 1988 e Looking Forward, de 1999.
O quarteto era conhecido por seus arranjos vocais contrastantes, letras bem elaboradas, estilo musical que varia entre o folk e pop melódico e relação de amor e ódio entre seus integrantes. Desde seu surgimento a banda já se separou mais de três vezes, mas Crosby, Stills, Nash e Young sempre voltaram a tocar juntos.
Além dos álbuns de estúdio listados abaixo, o grupo lançou dois discos ao vivo, o primeiro lançado em 1971, 4 Way Street, gravado no Fillmore East, em NY, Chicago Auditorium e no Los Angeles Forum, e o segundo, foi lançado em 2014, e foi gravado no Wembley Stadium em 1974. Este disco foi lançado em um box set especial com os CDs e um DVD com a apresentação.

## Integrantes
David Crosby
Em 1964 Crosby juntou-se à banda The Byrds e com eles esteve durante seus maiores sucessos, como “Turn, Turn, Turn” e “Mr. Tambourine Man” . Em 1967, Crosby ofereceu sua canção "Triad" aos seus parceiros de banda, mas, por tratar de um assunto que desagradava Roger McGuinn, ela foi recusada e, devido a tensões entre o grupo o envolvendo, Crosby foi expulso do grupo, pouco após a aparição do grupo no Monterey Pop Festival. Durante o tempo em que ficou ausente dos palcos produziu o primeiro álbum de Joni Mitchell, sua namorada à época, e nele consta a canção  “Woodstock”  que mais tarde seria regravada pelo CSNY.
Em 1971, após a primeira separação do quarteto, lançou um disco solo chamado  “If I could only remember my name” .
O músico tinha sérios problemas com drogas e em 1985 foi encontrado em posse de cocaína e uma arma. Ficou nove meses na prisão após ter cumprido programa de reabilitação, dessa forma livrou-se de cinco anos de cadeia. No mesmo ano foi convidado a participar do Live Aid junto de seus parceiros musicais e recebeu liberação da justiça para fazê-lo. Seu envolvimento com drogas o levou a um transplante de fígado no ano de 1994, pago pelo amigo músico Phil Collins.
David Crosby tem três álbuns gravados com seu filho, James Raymond.
Stephen Stills
Stills foi vocalista, guitarrista e principal compositor da Buffalo Springfield desde sua formação em 1966 até 1968, ano em que a banda terminou. Logo após juntou-se a Crosby e os dois passaram a fazer jam sessions, iniciando o que mais tarde se tornaria o quarteto.
Em 1971, durante carreira solo, teve sua canção “Love the one you’re with” na quarta posição da parada musical americana. E após um dos vários retornos do Crosby, Stills, Nash and Young o músico foi responsável por quase 100% do elogiado disco “Looking Foward” , de 1999.
Graham Nash
O inglês Graham Nash, ex integrante do The Hollies (banda que integrou o movimento denominado de Invasão Britânica), foi o terceiro a integrar o CSNY e deixou sua primeira banda por divergir da linha musical que vinham seguindo, incluindo ter sua canção “Marrakesh Express” recusada.
Como integrante do Crosby, Stills and Nash pôde gravar sua composição que se tornou o primeiro sucesso da banda, seguido por “Suite: Judy Blue Eyes” , escrita por Stills.
Após a primeira separação do quarteto, Nash e Crosby lançaram uma série de álbuns de folk-rock, aclamados pela crítica, e seguiram em turnê em dupla durante o início dos anos 70.
Neil Young
O canadense Neil Young também foi integrante de Buffalo Springfield, durante os 2 anos de existência da banda. E, enquanto estava seguindo carreira solo, foi convidado por Crosby para integrar o que agora se tornaria um quarteto. Young contribuiu com o grupo com canções como “Ohio”, que surgiu após a Guarda Nacional dos Estados Unidos ter matado a tiros quatro estudantes que estavam em manifesto contra a guerra, e Helpless, uma balada evocativa de sua infância no Canadá, ambas inclusas no primeiro álbum da nova formação, Déjà Vu, de 1970.↵Junto de Stills lançou um álbum, “Long May You Run” no ano de 1976, porém deixou Stills durante a turnê no mesmo ano. Sua carreira solo foi bem sucedida, tendo lançado o clássico álbum "Harvest" (com o sucesso "Heart Of Gold") e hits como "My, My, Hey, Hey" e "Rockin' in the Free World".
Nos anos 90, Neil Young foi consagrado o “padrinho do grunge” por bandas famosas no cenário musical da época, como a ainda ativa Pearl Jam.

## Discografia
Principais álbuns de estúdio
Crosby, Stills and Nash – 1969
Considerado pela Rolling Stone um dos 500 melhores discos de todos os tempos, o primeiro álbum do grupo teve as canções “Marrakesh Express” e “Suite: Judy Blue Eyes” como carro chefe. A sonoridade do grupo e o uso de letras que refletiam experiências pessoais foram um marco para mudanças no cenário musical. A diversidade existente entre os músicos permitia que qualquer estilo musical em que se baseassem não soasse como cópia, tendo sempre uma assinatura que refletia exatamente essa profusão de influências.
As músicas mais populares deste disco são “Wooden Ships”  (Crosby/Stills), “Helplessly Hoping” (Stills), “Suite: Judy Blue Eyes” (de Stills para Judy Collins), “Marrakesh Express” (de Nash), “Long Time Gone” (Crosby inspirado pelo assassinato de Robert F. Kennedy) e Guinnevere (Crosby)
Deja Vu – 1970
Depois do grande sucesso obtido no primeiro álbum, a expectativa do público e da crítica era grande diante do lançamento do segundo disco do grupo, que agora tem a participação de Neil Young (ou seja, primeiro disco como quarteto). As gravações ocorreram em dois meses e segundo Nash “800 horas de estúdio”. Talvez esta afirmação seja exagerada, mas tantos detalhes não teriam sido elaborados em menos tempo.  Alguns disseram notar a influência da banda Buffalo Springfield, mas não é de se espantar, afinal dois integrantes do grupo são oriundos do Buffalo.
O disco alcançou o primeiro lugar nas paradas americanas e três grandes sucessos: “Teach your children” , “Our house” e “Woodstock” .
CSN – 1977
Primeiro álbum do grupo sem a presença de Neil Young (o músico era de fato o mais genioso da banda e durante esta gravação Crosby, Stills e Nash perceberam que era melhor tê-lo como planejaram em 1969: apenas parcialmente). As composições da banda continuavam a refletir questões pessoais dos músicos e as canções “Just a song before I go” e “Fair Game” atingiram ótimas posições na parada musical da Billboard. “Dark Star” e “Cathedral” , são também excelentes, sendo a primeira sobre problemas de relacionamento e a segunda uma crítica à igreja católica.
Daylight Again - 1982
Daylight Again teria sido um projeto paralelo de Stills e Nash se a gravadora não os tivesse forçado a convidar David Crosby, o que fez deste o quarto álbum de músicas inéditas do grupo. A intenção dos dois era a de gravar um disco com a participação de outras vozes e como Crosby surgiu depois de as gravações terem sido inciadas este foi o primeiro disco do trio com o arranjo de outros vocalistas. A contribuição de David se restringe às músicas, “Delta” e “Might as well have a good time” .  Os principais sucessos deste disco foram “Wasted on the way” e “Too much love to hide” . Daylight Again foi lançado quando os vídeos se tornaram populares e a primeira gravação oficial do grupo foi da música “Southern Cross” .